# Vitis labrusca
Виноград-ізабела, виноград ізабелла, ізабела, забела, лабруска, виноград лисячий (Vitis labrusca) — вид винограду з родини квіткових рослин Vitaceae. Виноградні лози є вихідцями зі східної Північної Америки і є джерелом багатьох сортів винограду, включаючи Катавба, Конкорд, Делавер, Ізабелла, Ніагара та багато гібридних сортів винограду, таких як Агавам, Олександр та Онака. Серед характеристик цього виду виноградної лози, на відміну від європейського винограду винограду Vitis vinifera, є його «слизька шкірка», що дозволяє шкірці виноградних ягід легко зісковзувати при віджиманні, та наявності вусиків на кожен вузол пагонів. Також на відміну від європейського виду має характерний «лисячий» (foxy) мускус, найбільш відомий більшості людей завдяки винограду Конкорд Під мускусом мають на увазі сильний землистий аромат, характерний для винограду. Термін «фоксі» став терміном для опису букету цих американських вин, що відрізняються від звичних смаків європейських вин.

## Історія

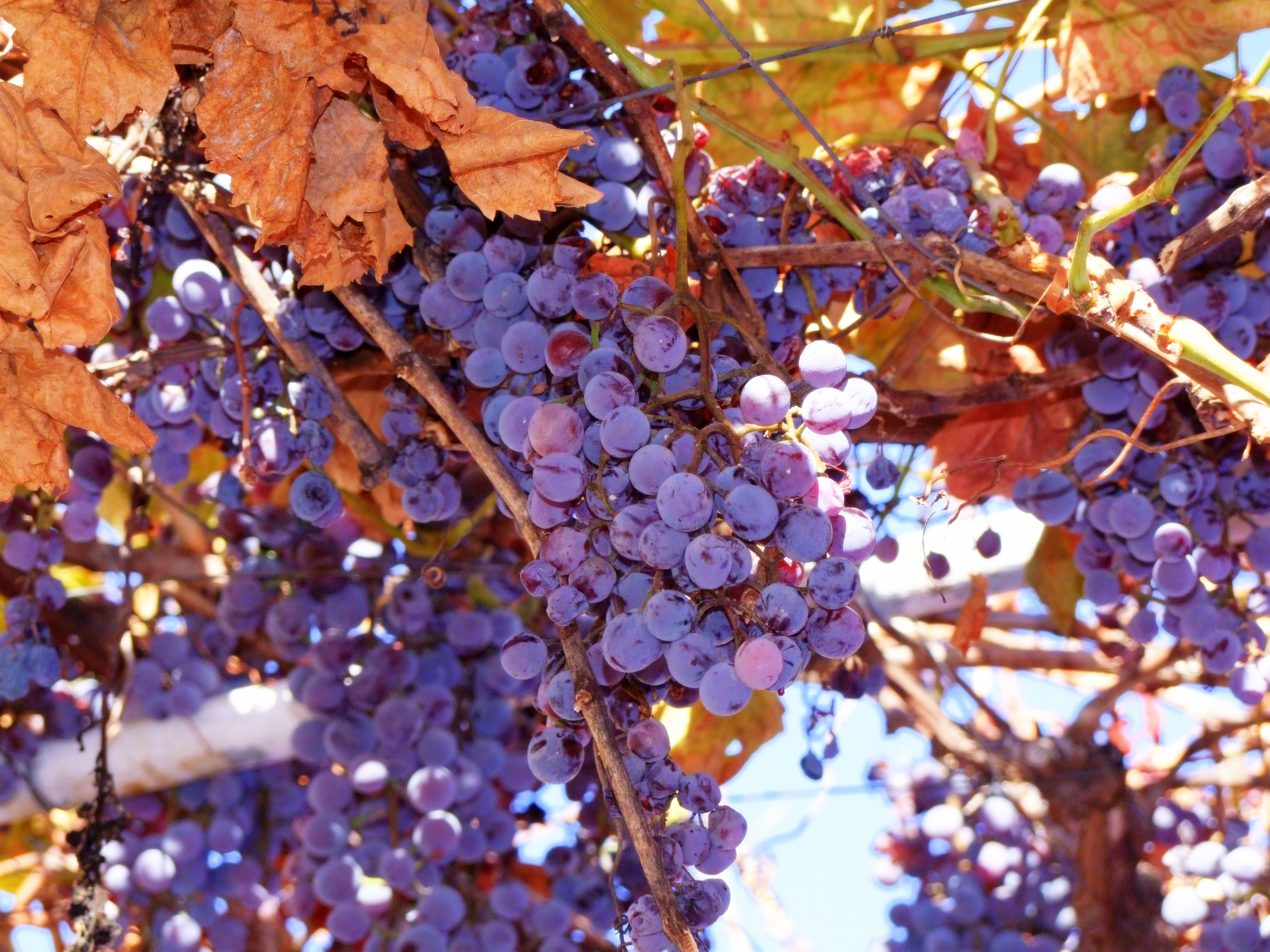
Виноград Конкорд.

За словами історика вин Едварда Хайямса та винного експерта Янсіса Робінзона, Vitis labrusca, ймовірно, був видом, який бачив Лейф Ерікссон у дикому вигляді на узбережжі Вінландії в 11 столітті. Існує безліч доказів того, що лабруска дико росла в Північній Америці до прибуття європейців. Лоза не була офіційно ідентифікована та зареєстрована, поки Карл Лінней та його послідовники не почали каталогізувати американські види виноградної лози в середині 18 століття. У 19 столітті Vitis labrusca була серед американських виноградних лоз, перевезених до Європи, які несли філоксеру, що спричинило широке спустошення європейських виноградників, засаджених Vitis vinifera.
Також у XIX столітті Ефраїм Булл з Конкорду, штат Массачусетс, вирощував насіння з дикої лози лабруска, щоб створити виноград Конкорд, який став важливою сільськогосподарською культурою в США.

## Характеристика лози
Більшість сортів винограду Vitis labrusca червоні, хоча білі сорти, такі як Ніагара, та рожеві, такі як Катавба, мають ягоди темного кольору з високим вмістом фенольних сполук, що дають сильно ароматизовані вина. Ягоди легко відділяються від плодоніжки. Якщо ягоду обережно стиснути між двома пальцями, товста шкірка легко зісковзне, залишаючи м'якоть цілою у вигляді кульки. Ще однією рисою лабруски, яка допомагає ампелографам ідентифікувати виноградні лози та гібридні сорти, що походять від виду, є велике, товсте листя, що має волохату нижню частину з густими коричневими або білими волосками.
Як і багато інших американських видів винограду, Vitis labrusca має певну природну стійкість до багатьох хвороб винограду, включаючи філоксеру. Однак його стійкість та сумісність з живцюванням не такі високі, як у інших видів, таких як Vitis aestivalis, Vitis rupestris та Vitis berlandieri, і його не часто використовують для комерційних підщеп. Це живуча рослина, і в багатьох штатах її можна вважати бур'яном або інвазійною.

## Винні регіони

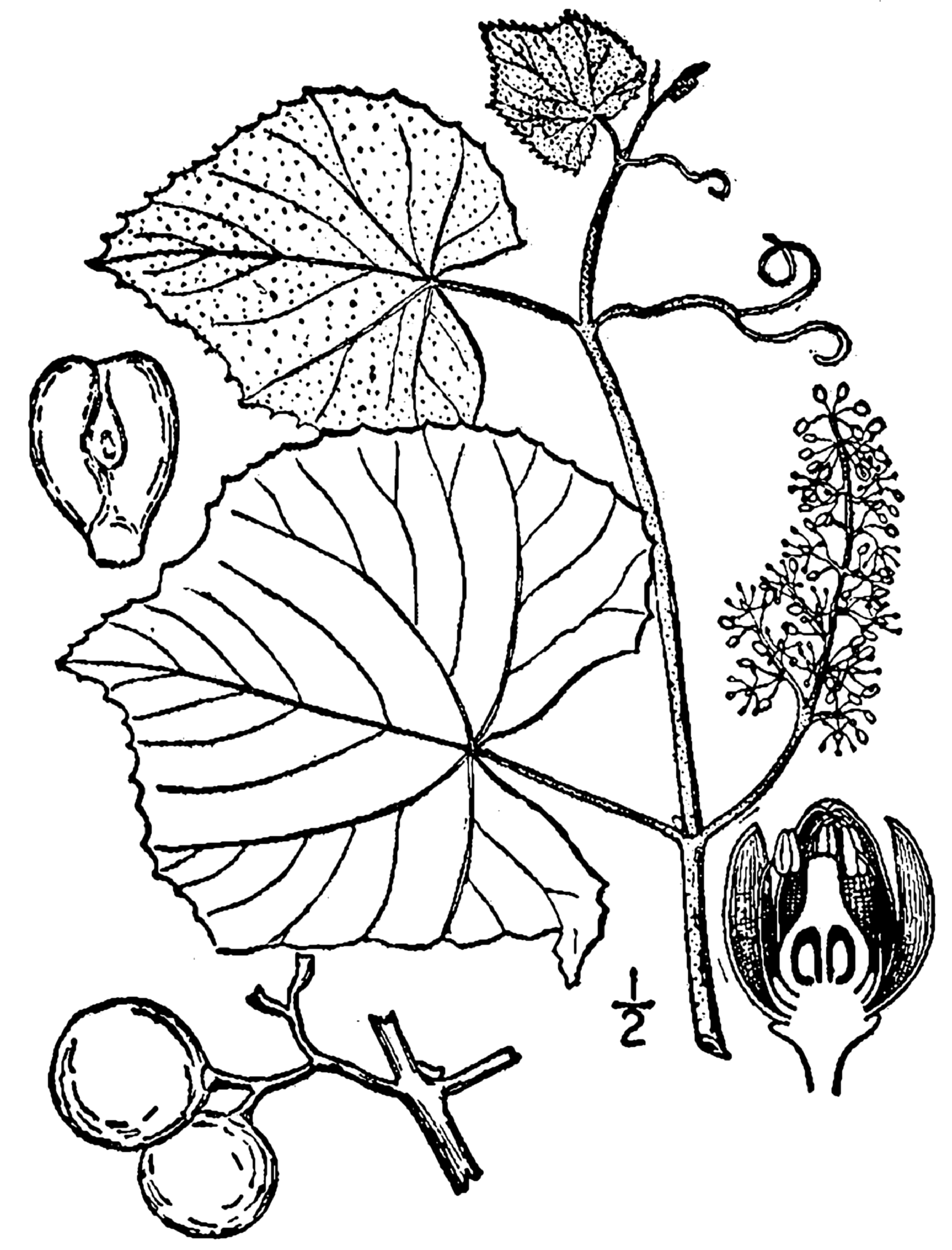
Ботанічні особливості Vitis labrusca.

Vitis labrusca можна зустріти вздовж східного узбережжя Північної Америки від Нової Шотландії до Джорджії та на захід до річки Міссісіпі. Серед американських виноградарських районів (AVA), які виробляють вино з лабруски або гібридів, отриманих з лабруски, є Верхня долина Міссісіпі, Дельта Міссісіпі, Долина річки Огайо, Південно-Східна Нова Англія, озеро Ері, а також кілька АВА в штатах Нью-Йорк, Вірджинія, Огайо та Мічиган. У канадській провінції Онтаріо використання сортів Vitis labrusca заборонено, за винятком гібридного сорту винограду Відал.
На відміну від vinifera, гібриди та сорти Vitis labrusca можуть краще протистояти суворим континентальним умовам сходу Північної Америки з сильно холодною зимою та спекотним вологим літом. (Однак, лабруска поступається таким сортам, як Vitis rotundifolia у вологості на південному сході США). Насправді в районах Сполучених Штатів, де вініфера справді процвітає на заході, умови протягом вегетаційного періоду часто є занадто посушливими для винограду лабруска.

## Мускус «лисячий»
За даними Каліфорнійського університету, експерта з виноградарства в Девісі Е.Дж. Вінклера, поза Мускатними сортами vinifera, Vitis labrusca мають найбільш виражений аромат серед винних сортів винограду. Опис «лисячий» служить загальним поняттям для опису унікального, землистого і солодкого мускусу, який можна відчутний у свіжому винограді Конкорд, а також виноградному соку, виготовленому з Конкорду та інших сортів лабруска, таких як Ніагара. У 1920-х роках вченим вдалося виділити ароматичне з'єднання, відповідальне за «лисячий» мускус — метил антранілат.

## Дивитися також
- Список сортів винограду